# Słowacja na Letnich Igrzyskach Olimpijskich 2024
Słowacja na Letnich Igrzyskach Olimpijskich 2024 – występ kadry sportowców reprezentujących Słowację na igrzyskach olimpijskich, które odbyły się w Paryżu we Francji, w dniach 26 lipca – 11 sierpnia 2024.
Reprezentacja Słowacji liczyła dwadzieścioro ośmioro zawodników – czternaście kobiet i czternastu mężczyzn, którzy wystąpili w 13 dyscyplinach.
Był to ósmy start Słowacji na letnich igrzyskach olimpijskich.

## Zdobyte medale
Słowacy zdobyli jeden medal – brąz kajakarza górskiego Mateja Beňuša. Był to najsłabszy wynik w dotychczasowej historii startów Słowacji na letnich igrzyskach olimpijskich.
| Data     | Medal | Zawodnik    | Dyscyplina          | Konkurencja         |
| -------- | ----- | ----------- | ------------------- | ------------------- |
| 29 lipca | Brąz  | Matej Beňuš | Kajakarstwo górskie | slalom C-1 mężczyzn |

## Reprezentanci

### Boks
| Zawodnik           | Konkurencja | 1/16             | 1/8              | Ćwierćfinał      | Półfinał         | Finał            | Finał   | Źródło |
| Zawodnik           | Konkurencja | Przeciwnik Wynik | Przeciwnik Wynik | Przeciwnik Wynik | Przeciwnik Wynik | Przeciwnik Wynik | Miejsce | Źródło |
| ------------------ | ----------- | ---------------- | ---------------- | ---------------- | ---------------- | ---------------- | ------- | ------ |
| Jessica Triebeľová | -66 kg (k)  | Santos P 0-5     | NQ               | NQ               | NQ               | NQ               | 17.     | [ 1 ]  |

### Judo
| Zawodnik     | Konkurencja | 1/16             | 1/8              | Ćwierćfinał      | Półfinał         | Repasaże         | Finał / 3. miejsce | Finał / 3. miejsce | Źródła |
| Zawodnik     | Konkurencja | Przeciwnik Wynik | Przeciwnik Wynik | Przeciwnik Wynik | Przeciwnik Wynik | Przeciwnik Wynik | Przeciwnik Wynik   | Pozycja            | Źródła |
| ------------ | ----------- | ---------------- | ---------------- | ---------------- | ---------------- | ---------------- | ------------------ | ------------------ | ------ |
| Márius Fízeľ | +100 kg (m) | Takayawa W 10-0  | Yusupov P 0-10   | NQ               | NQ               | NQ               | NQ                 | 9.                 | [ 2 ]  |

### Kajakarstwo

#### Kajakarstwo górskie
slalom
| Zawodnik         | Konkurencja    | Eliminacje | Eliminacje | Eliminacje | Eliminacje | Eliminacje | Eliminacje | Półfinały | Półfinały | Finał  | Finał   | Pozycja | Źródło                  |
| Zawodnik         | Konkurencja    | P 1        | M.         | P 2        | M.         | Razem      | M.         | Czas      | Miejsce   | Czas   | Miejsce | Pozycja | Źródło                  |
| ---------------- | -------------- | ---------- | ---------- | ---------- | ---------- | ---------- | ---------- | --------- | --------- | ------ | ------- | ------- | ----------------------- |
| Matej Beňuš      | slalom C-1 (m) | 100,28     | 15.        | 94,91      | 5.         | 94,91      | 11.        | 98,59     | 11.       | 97,03  | 3.      | brąz    | [ 3 ] [ 4 ] [ 5 ] [ 6 ] |
| Jakub Grigar     | slalom K-1 (m) | 87.10      | 6.         | 91.80      | 15.        | 87.10      | 9. Q       | 92.00     | 5. Q      | 90.21  | 6.      | 6.      | [ 7 ]                   |
| Eliška Mintálová | slalom K-1 (k) | 95.67      | 3.         | 99.76      | 18.        | 95.67      | 9. Q       | 103.07    | 6. Q      | 102.98 | 9.      | 9.      | [ 8 ]                   |
| Zuzana Paňková   | slalom C-1 (k) | 103.27     | 4.         | 105.71     | 5.         | 103.27     | 4. Q       | 115.59    | 9. Q      | 111.07 | 4.      | 4.      | [ 9 ]                   |

cross
| Zawodnik         | Konkurencja    | Na czas | Na czas | Runda I | Repasaże | Eliminacje | Ćwierćfinały | Półfinały | Mały finał | Finał | Pozycja | Źródło |
| Zawodnik         | Konkurencja    | Czas    | Miejsce | Runda I | Repasaże | Eliminacje | Ćwierćfinały | Półfinały | Mały finał | Finał | Pozycja | Źródło |
| ---------------- | -------------- | ------- | ------- | ------- | -------- | ---------- | ------------ | --------- | ---------- | ----- | ------- | ------ |
| Matej Beňuš      | cross KX-1 (m) | 73.54   | 23.     | 3. R    | 3.       | NQ         | NQ           | NQ        | NQ         | NQ    | 34.     | [ 3 ]  |
| Jakub Grigar     | cross KX-1 (m) | 71.18   | 19.     | 2. Q    | BYE      | 2. Q       | 2. Q         | 3. SM     | 2.         | NQ    | 6.      | [ 7 ]  |
| Eliška Mintálová | cross KX-1 (k) | 75.26   | 20.     | 2. Q    | BYE      | 4.         | NQ           | NQ        | NQ         | NQ    | 27.     | [ 8 ]  |
| Zuzana Paňková   | cross KX-1 (k) | 79.36   | 30.     | 3. R    | 3.       | NQ         | NQ           | NQ        | NQ         | NQ    | 35.     | [ 9 ]  |

### Kolarstwo
Kolarstwo szosowe
| Zawodnik       | Konkurencja                    | Czas     | Pozycja | Źródło |
| -------------- | ------------------------------ | -------- | ------- | ------ |
| Nora Jenčušová | jazda indywidualna na czas (k) | 44:22,30 | 25.     | [ 10 ] |
| Nora Jenčušová | wyścig ze startu wspólnego (k) | 4:10,47  | 71.     | [ 10 ] |
| Lukáš Kubiš    | wyścig ze startu wspólnego (m) | 6:23,16  | 29.     | [ 11 ] |

### Lekkoatletyka
| Zawodnik                      | Konkurencja                              | Runda 1  | Runda 1 | Repasaże | Repasaże | Półfinał  | Półfinał | Finał    | Finał   | Pozycja | Źródło        |
| Zawodnik                      | Konkurencja                              | Rezultat | Pozycja | Rezultat | Pozycja  | Rezultat  | Pozycja  | Rezultat | Pozycja | Pozycja | Źródło        |
| ----------------------------- | ---------------------------------------- | -------- | ------- | -------- | -------- | --------- | -------- | -------- | ------- | ------- | ------------- |
| Hana Burzalová                | chód na 20 km (k)                        | —        | —       | —        | —        | —         | —        | 1:36:12  | 37.     | 37.     | [ 12 ]        |
| Mária Czaková                 | chód na 20 km (k)                        | —        | —       | —        | —        | —         | —        | 1:34:46  | 34      | 34.     | [ 13 ]        |
| Dominik Černý                 | chód na 20 km (m)                        | —        | —       | —        | —        | —         | —        | 1:23,25  | 34.     | 34.     | [ 14 ]        |
| Viktória Forster              | bieg na 100 m (k)                        | 11,44    | 47.     | NQ       | NQ       | NQ        | NQ       | NQ       | NQ      | 47.     | [ 15 ]        |
| Viktória Forster              | bieg na 100 m przez płotki (k)           | 13.08    | 33.     | 12.88    | 7.       | NQ        | NQ       | NQ       | NQ      | 31.     | [ 15 ]        |
| Gabriela Gajanová             | bieg na 800 m (k)                        | 2:00,29  | 26.     | —        | —        | 1:58,22 · | 11.      | NQ       | NQ      | 11.     | [ 16 ]        |
| Hana Burzalová, Dominik Černý | sztafeta w chodzie na dystansie maratonu | —        | —       | —        | —        | —         | —        | 3:03:54  | 18      | 18.     | [ 12 ] [ 14 ] |

### Łucznictwo
| Zawodnik         | Konkurencja       | Runda rankingowa | Runda rankingowa | 1/32             | 1/16             | 1/8              | Ćwierćfinały     | Półfinały        | Finał            | Finał   | Źródło |
| Zawodnik         | Konkurencja       | Wynik            | Miejsce          | Przeciwnik Wynik | Przeciwnik Wynik | Przeciwnik Wynik | Przeciwnik Wynik | Przeciwnik Wynik | Przeciwnik Wynik | Pozycja | Źródło |
| ---------------- | ----------------- | ---------------- | ---------------- | ---------------- | ---------------- | ---------------- | ---------------- | ---------------- | ---------------- | ------- | ------ |
| Denisa Baránková | indywidualnie (k) | 636              | 48.              | Cordeau P 3-7    | NQ               | NQ               | NQ               | NQ               | NQ               | 33.     | [ 17 ] |

### Pływanie
| Zawodnik       | Konkurencja            | Eliminacje | Eliminacje | Półfinał | Półfinał | Finał | Finał | Źródło |
| Zawodnik       | Konkurencja            | Czas       | Poz.       | Czas     | Poz.     | Czas  | Poz.  | Źródło |
| -------------- | ---------------------- | ---------- | ---------- | -------- | -------- | ----- | ----- | ------ |
| Matej Duša     | 50 m st. dowolnym (m)  | 22,64      | 39.        | NQ       | NQ       | NQ    | NQ    | [ 18 ] |
| Tamara Potocká | 200 m st. zmiennym (k) | 2:14,20    | 23.        | NQ       | NQ       | NQ    | NQ    | [ 19 ] |

### Skateboarding
| Zawodnik     | Konkurencja | Eliminacje | Eliminacje | Finał  | Finał   | Źródło |
| Zawodnik     | Konkurencja | Wynik      | Pozycja    | Wynik  | Pozycja | Źródło |
| ------------ | ----------- | ---------- | ---------- | ------ | ------- | ------ |
| Richard Tury | street (m)  | 257.99     | 8. Q       | 273.98 | 5.      | [ 20 ] |

### Strzelectwo
| Zawodnik                 | Konkurencja                                   | Kwalifikacje | Kwalifikacje | Finał | Finał   | Źródło |
| Zawodnik                 | Konkurencja                                   | Wynik        | Pozycja      | Wynik | Pozycja | Źródło |
| ------------------------ | --------------------------------------------- | ------------ | ------------ | ----- | ------- | ------ |
| Danka Barteková          | skeet (k)                                     | 120          | 6. Q         | 17    | 6.      | [ 21 ] |
| Vanesa Hocková           | skeet (k)                                     | 121          | 4. Q         | 34    | 4.      | [ 22 ] |
| Patrik Jány              | karabin pneumatyczny, 10 m (m)                | 628          | 20.          | NQ    | NQ      | [ 23 ] |
| Patrik Jány              | karabin małokalibrowy, trzy postawy, 50 m (m) | 589-34x      | 10.          | NQ    | NQ      | [ 23 ] |
| Marián Kovačócy          | trap (m)                                      | 117          | 26.          | NQ    | NQ      | [ 24 ] |
| Zuzana Rehák-Štefečeková | trap (k)                                      | 117          | 12.          | NQ    | NQ      | [ 25 ] |
| Juraj Tužinský           | pistolet pneumatyczny, 10 m (m)               | 571          | 25.          | NQ    | NQ      | [ 26 ] |

### Tenis stołowy
| Zawodnik  | Konkurencja | Eliminacje       | 1/32 finału      | 1/16 finału      | 1/8 finału       | Ćwierćfinały     | Półfinały        | Finał            | Finał   | Źródło |
| Zawodnik  | Konkurencja | Przeciwnik Wynik | Przeciwnik Wynik | Przeciwnik Wynik | Przeciwnik Wynik | Przeciwnik Wynik | Przeciwnik Wynik | Przeciwnik Wynik | Pozycja | Źródło |
| --------- | ----------- | ---------------- | ---------------- | ---------------- | ---------------- | ---------------- | ---------------- | ---------------- | ------- | ------ |
| Wang Yang | singel (m)  | —                | Chuqin P 1-4     | NQ               | NQ               | NQ               | NQ               | NQ               | 33.     | [ 27 ] |

### Tenis ziemny
| Zawodnik                  | Konkurencja | Pierwsza runda           | Druga runda                  | Trzecia runda                 | Ćwierćfinały                | Półfinały              | Finał                    | Finał   | Źródło |
| Zawodnik                  | Konkurencja | Przeciwnik Wynik         | Przeciwnik Wynik             | Przeciwnik Wynik              | Przeciwnik Wynik            | Przeciwnik Wynik       | Przeciwnik Wynik         | Pozycja | Źródło |
| ------------------------- | ----------- | ------------------------ | ---------------------------- | ----------------------------- | --------------------------- | ---------------------- | ------------------------ | ------- | ------ |
| Anna Karolína Schmiedlová | singiel (k) | Boulter W 2-0 (6:4, 6:2) | Haddad Maia W 2-0 (6:4, 6:4) | Paolini W 2-1 (7:5, 3:6, 7:5) | Krejčíková W 2-0 (6:4, 6:2) | Vekić P 0-2 (4:6, 0:6) | Świątek P 0-2 (2:6, 1:6) | 4.      | [ 28 ] |

### Zapasy
| Zawodnik            | Konkurencja          | 1/8 finału       | Ćwierćfinał      | Półfinał         | Repesaż                  | Finał            | Finał   | Źródło |
| Zawodnik            | Konkurencja          | Przeciwnik Wynik | Przeciwnik Wynik | Przeciwnik Wynik | Przeciwnik Wynik         | Przeciwnik Wynik | Pozycja | Źródło |
| ------------------- | -------------------- | ---------------- | ---------------- | ---------------- | ------------------------ | ---------------- | ------- | ------ |
| Tajmuraz Sałkazanow | -74 kg st. wolny (m) | Żamałow P 3-11   | NQ               | NQ               | Kadimagomiedow P 6-6VPO1 | NQ               | 10.     | [ 29 ] |

### Żeglarstwo
| Zawodnik     | Konkurencja | Wyścig | Wyścig | Wyścig | Wyścig | Wyścig | Wyścig | Wyścig | Wyścig | Wyścig | Wyścig | Wyścig | Wyścig | Wyścig | Wyścig | Wyścig | Wyścig | Wyścig | Wyścig | Wyścig | Wyścig | Wyścig | Wyścig | Wyścig | Wyścig | Wyścig | Pozycja | Źródło |
| Zawodnik     | Konkurencja | 1      | 2      | 3      | 4      | 5      | 6      | 7      | 8      | 9      | 10     | 11     | 12     | QF     | SF1    | SF2    | SF3    | SF4    | SF5    | SF6    | F1     | F2     | F3     | F4     | F5     | F6     | Pozycja | Źródło |
| ------------ | ----------- | ------ | ------ | ------ | ------ | ------ | ------ | ------ | ------ | ------ | ------ | ------ | ------ | ------ | ------ | ------ | ------ | ------ | ------ | ------ | ------ | ------ | ------ | ------ | ------ | ------ | ------- | ------ |
| Robert Kubín | iQFoil (m)  | 19     | 10     | 16     | 18     | 23     | 21     | 14     | 21     | 19     | 22     | 20     | 20     | 20     | NQ     | NQ     | NQ     | NQ     | NQ     | NQ     | NQ     | NQ     | NQ     | NQ     | NQ     | NQ     | 23.     | [ 30 ] |